# Liste des présidents du Bénin
Cette page présente la liste des chefs d'État de la république du Dahomey (1958-1975) puis de la république du Bénin depuis l'indépendance de 1960.

## Liste
- Rassemblement démocratique dahoméen (RDD)
- Parti démocratique dahoméen (PDD)
- Militaire (Forces armées béninoises)
- Parti de la révolution populaire du Bénin
- Parti de la révolution populaire du Bénin (PRPB) → Union des Forces du Progrès (UFP)
- Renaissance du Bénin (RB)
- Front d'action pour le renouveau et le développement (FARD-Alafia)
- Forces Cauris pour un Bénin émergent (FCBE)
- Indépendant

| No                                        | Portrait                          | Titulaire                         | Élection                          | Début du mandat                   | Fin du mandat                     | Appartenance politique            | Appartenance politique            | Notes                                 |                                   |
| République du Dahomey (1960-1975)         | République du Dahomey (1960-1975) | République du Dahomey (1960-1975) | République du Dahomey (1960-1975) | République du Dahomey (1960-1975) | République du Dahomey (1960-1975) | République du Dahomey (1960-1975) | République du Dahomey (1960-1975) | République du Dahomey (1960-1975)     | République du Dahomey (1960-1975) |
| ----------------------------------------- | --------------------------------- | --------------------------------- | --------------------------------- | --------------------------------- | --------------------------------- | --------------------------------- | --------------------------------- | ------------------------------------- | --------------------------------- |
| 1                                         |                                   | Hubert Maga (1916-2000)           | 1960                              | 11 décembre 1960,                 | 28 octobre 1963                   |                                   | RDD                               | Destitué à la suite d'un coup d'État. |                                   |
| -                                         |                                   | Christophe Soglo (1909-1983)      | Coup d'État                       | 28 octobre 1963                   | 25 janvier 1964                   |                                   | Militaire                         | Président du Gouvernement provisoire  |                                   |
| 2                                         |                                   | Sourou Migan Apithy (1913-1989)   | 1964                              | 25 janvier 1964                   | 27 novembre 1965                  |                                   | PDD                               | Démissionne.                          |                                   |
| -                                         |                                   | Justin Ahomadegbé (1917-2002)     | Coup d'État                       | 27 novembre 1965                  | 29 novembre 1965                  |                                   | PDD                               | Président par intérim                 |                                   |
| -                                         |                                   | Tahirou Congacou (1911-1993)      | -                                 | 29 novembre 1965                  | 22 décembre 1965                  |                                   | PDD                               | Président par intérim Destitué.       |                                   |
| 3                                         |                                   | Christophe Soglo (1909-1983)      | -                                 | 22 décembre 1965                  | 17 décembre 1967                  |                                   | Militaire                         | Chef de l'État Destitué.              |                                   |
| -                                         |                                   | Jean-Baptiste Hachème (1929-1998) | Coup d'État                       | 17 décembre 1967                  | 20 décembre 1967                  |                                   | Militaire                         | Chef du Comité révolutionnaire        |                                   |
| -                                         |                                   | Maurice Kouandété (1932-2003)     | -                                 | 20 décembre 1967                  | 21 décembre 1967                  |                                   | Militaire                         | Chef de l'État                        |                                   |
| -                                         |                                   | Alphonse Alley (1930-1987)        | -                                 | 21 décembre 1967                  | 17 juillet 1968                   |                                   | Militaire                         | Chef de l'État                        |                                   |
| 4                                         |                                   | Émile Derlin Zinsou (1918-2016)   | 1968                              | 17 juillet 1968                   | 10 décembre 1969                  |                                   | Indépendant                       | Destitué à la suite d'un coup d'État. |                                   |
| -                                         |                                   | Maurice Kouandété (1932-2003)     | Coup d'État                       | 10 décembre 1969                  | 13 décembre 1969                  |                                   | Militaire                         | Chef de l'État                        |                                   |
| -                                         |                                   | Paul-Émile de Souza (1930-1999)   | -                                 | 13 décembre 1969                  | 7 mai 1970                        |                                   | Militaire                         | Chef de l'État                        |                                   |
| (1)                                       |                                   | Hubert Maga (1916-2000)           | 1970                              | 7 mai 1970                        | 7 mai 1972                        |                                   | (RDD)                             | Chef du Conseil présidentiel          |                                   |
| -                                         |                                   | Justin Ahomadegbé (1917-2002)     | 1970                              | 7 mai 1972                        | 26 octobre 1972                   |                                   | (PDD)                             | Chef du Conseil présidentiel          |                                   |
| 5                                         |                                   | Mathieu Kérékou (1933-2015)       | Coup d'État                       | 26 octobre 1972                   | 30 novembre 1975                  |                                   | Militaire                         |                                       |                                   |
| République populaire du Bénin (1975-1990) |                                   |                                   |                                   |                                   |                                   |                                   |                                   |                                       |                                   |
| 5                                         |                                   | Mathieu Kérékou (1933-2015)       | 1980 1984                         | 30 novembre 1975                  | 1er mars 1990                     |                                   | Militaire PRPB                    |                                       |                                   |
| République du Bénin (depuis 1990)         |                                   |                                   |                                   |                                   |                                   |                                   |                                   |                                       |                                   |
| 5                                         |                                   | Mathieu Kérékou (1933-2015)       | 1989                              | 1er mars 1990                     | 4 avril 1991                      |                                   | Militaire PRPB/UFP                |                                       |                                   |
| 6                                         |                                   | Nicéphore Soglo (né en 1934)      | 1991                              | 4 avril 1991                      | 4 avril 1996                      |                                   | RB                                |                                       |                                   |
| (5)                                       |                                   | Mathieu Kérékou (1933-2015)       | 1996 2001                         | 4 avril 1996                      | 6 avril 2001                      |                                   | FARD-Alafia                       |                                       |                                   |
| (5)                                       | 6 avril 2001                      | Mathieu Kérékou (1933-2015)       | 1996 2001                         | 6 avril 2006                      |                                   |                                   | FARD-Alafia                       |                                       |                                   |
| 7                                         |                                   | Boni Yayi (né en 1951)            | 2006 2011                         | 6 avril 2006                      | 6 avril 2011                      |                                   | FCBE                              |                                       |                                   |
| 7                                         | 6 avril 2011                      | Boni Yayi (né en 1951)            | 2006 2011                         | 6 avril 2016                      |                                   |                                   | FCBE                              |                                       |                                   |
| 8                                         |                                   | Patrice Talon (né en 1958)        | 2016 2021                         | 6 avril 2016                      | 23 mai 2021                       |                                   | Indépendant                       |                                       |                                   |
| 8                                         | 23 mai 2021                       | Patrice Talon (né en 1958)        | 2016 2021                         | en fonction                       |                                   |                                   | Indépendant                       |                                       |                                   |